# Historia del uniforme del Club Sport Huancayo
La indumentaria del club para la presente temporada es confeccionada por la marca deportiva italiana Lotto.
- Uniforme principal: Camiseta roja con detalles dorados, pantalón rojo, medias rojas con detalles dorados.
- Uniforme alternativo: Camiseta verde con detalles dorados, pantalón verde, medias verdes con detalles dorados.
- Tercer uniforme: Camiseta blanca con detalles dorados, short blanco, medias blancas con detalles dorados.

## Uniforme actual
| Titular 2025 | Visitante 2025 |

## Evolución del uniforme

### Titular
| Titular 2007-2010 | Titular 2011 | Titular 2012 | Titular 2013 | Titular 2014 | Titular 2015 | Titular 2016 (inicial) | Titular 2016 (final) | Titular 2017 | Titular 2018 |  |

| Titular 2019 | Titular 2020 | Titular 2021 | Titular 2022 | Titular 2023 | Titular 2024 | Titular 2025 |

### Visitante
| Suplente 2007-2010 | Suplente 2011 | Suplente 2012 | Suplente 2013 | Suplente 2014 | Suplente 2015 | Suplente 2016 | Suplente 2017 | Suplente 2018 | Suplente 2019 |  |

| Suplente 2020 | Suplente 2021 | Suplente 2022 | Suplente 2023 | Suplente 2024 | Suplente 2025 |

### Tercero
| Tercera 2021 | Tercera 2022 | Tercera 2023 | Tercera 2024 |

### Especial
| Conmemorativa 2023 | Conmemorativa 2024 |

## Proveedores y patrocinadores
| Período           | Proveedor    | Logotipo |
| ----------------- | ------------ | -------- |
| 2008              | Manchete     |          |
| 2009              | Walon        |          |
| 2010 - 2016       | Manchete     |          |
| 2017 - 2020       | Walon        |          |
| 2021 - 2022       | New Athletic |          |
| 2023 - Actualidad | Lotto        |          |

| Período           | Patrocinador  | Logotipo |
| ----------------- | ------------- | -------- |
| 2008              | Agua Santista |          |
| 2009 - Actualidad | Caja Huancayo |          |